# Колумбит-танталит

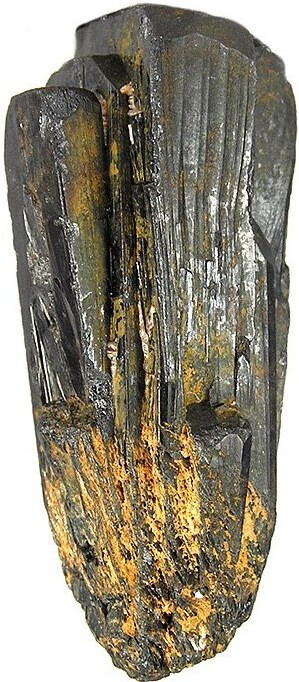
Колумбит-танталит

Колумби́т-тантали́т (колта́н, колу́мбо-тантали́т; (Fe,Mn)(Nb,Ta,Ti)2O6) — твёрдый раствор колумбита и танталита, ценная руда ниобия и тантала — важных материалов для изготовления электролитических конденсаторов, широко используемых во многих электронных устройствах.
80 % всех разведанных запасов колтана находится в Африке, преимущественно в ДР Конго. Значительные залежи обнаружены в Германии, Швеции, Гренландии, США и в Африке. Также добывается на месторождении Гринбушес в Австралии (штат Западная Австралия).
Контроль над добычей колтана в Африке послужил одной из причин Второй конголезской войны. Основные залежи танталитовой руды сосредоточены в провинциях Южное Киву и Маниема, находящихся под контролем двух повстанческих фракций, поддерживаемых Угандой и Руандой.
Крупнейшие месторождения находятся на территориях заповедников Кахузи-Биега и Окапи, включённых ЮНЕСКО в список всемирного наследия. Добыча руды наносит существенный вред заповедникам.
С развитием электроники сырьё пользуется большим спросом. В течение 2001 года цена килограмма минерала снизилась от 100 долларов до 22 долларов за килограмм.
Руда добывается в виде чёрного песка.
Перерабатывается колумбитово-танталитовая руда на предприятиях:
- H. C. Starck (Германия)
- Cabott Inc. (США)
- Ningxia (Китай)
- Ульбинский металлургический завод в Усть-Каменогорске (Казахстан).

## Добыча

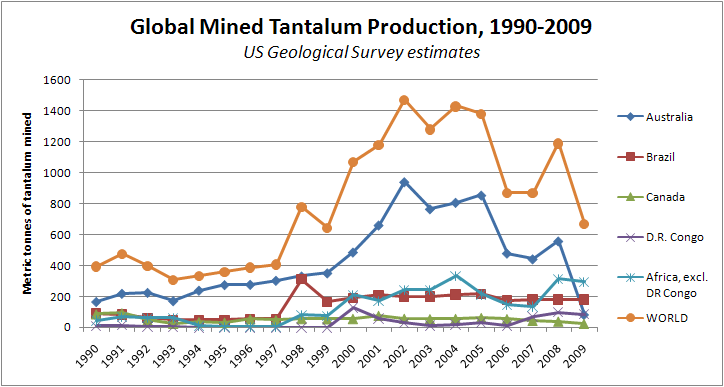
График добычи тантала в 1990—2009 годах (лишь часть тантала получают из колтана)

Добывается, в основном, в ряде африканских стран: Бурунди, Демократическая Республика Конго, Эфиопия, Мозамбик, Нигерия, Руанда, Уганда.